# George E. Smith
George Elwood Smith (sinh ngày 10 tháng 5 năm 1930) là một nhà khoa học người Mỹ và là người đồng phát minh CCD (cùng với Willard Boyle). Ông là một trong ba người đã đoạt giải Nobel Vật lý năm 2009 cho công trình khám phá ra CCD nói trên.

## Cuộc đời và Sự nghiệp
Smith sinh tại White Plains, New York. Smith phục vụ trong Hải quân Hoa Kỳ. Ông đậu bằng cử nhân khoa học tại Đại học Pennsylvania năm 1955 và bằng tiến sĩ ở Đại học Chicago năm 1959 bằng một luận văn chỉ có 3 trang giấy.
Từ năm 1959 tới năm 1986, ông làm việc tại Các phòng thí nghiệm Bell ở Murray Hill, New Jersey, nơi ông lãnh đạo việc nghiên cứu các thiết bị laser và chất bán dẫn mới. Ông đã được thưởng hàng chục bằng sáng chế và cuối cùng đã đứng đầu phân ban thiết bị VLSI.
Năm 1969, Smith và Willard Boyle phát minh ra CCD và họ cùng được thưởng huy chương Stuart Ballantine của Viện Franklin năm 1973, giải tưởng niệm Morris N. Liebmann của Viện Kỹ sư Điện và Điện tử (IEEE Morris N. Liebmann Memorial Award) năm 1974, giải Charles Stark Draper năm 2006 và giải Nobel Vật lý năm 2009.
Cả Smith và Boyle đều là những người say mê lái tàu buồm, họ đã cùng nhau lái tàu buồm đi chơi nhiều chuyến. Sau khi nghỉ hưu Smith đã đi tàu buồm vòng quanh thế giới với vợ là Janet trong 5 năm, cuối cùng đã ngưng thú tiêu khiển này năm 2001.